# Viscount Thurso

Wappen der Viscounts Thurso

Viscount Thurso, of Ulbster in the County of Caithness, ist ein erblicher britischer Adelstitel der Peerage of the United Kingdom, der nach der schottischen Stadt Thurso benannt ist.

## Verleihung und nachgeordnete Titel
Der Titel wurde am 10. April 1952 für den schottischen liberalen Politiker und ehemaligen Luftfahrtminister Sir Archibald Sinclair, 4. Baronet geschaffen.
Er hatte bereits 1912 von seinem Vater den am 14. Februar 1786 für seinen Ur-Urgroßvater John Sinclair of Ulbster in der Baronetage of Great Britain geschaffenen Titel Baronet, of Ulbster in the County of Caithness, geerbt, der seither als nachgeordneter Titel des Viscounts geführt wird.
Familiensitz der Viscounts ist Orchard Cottage bei Champneys in Hertfordshire.

## Liste der Titelinhaber

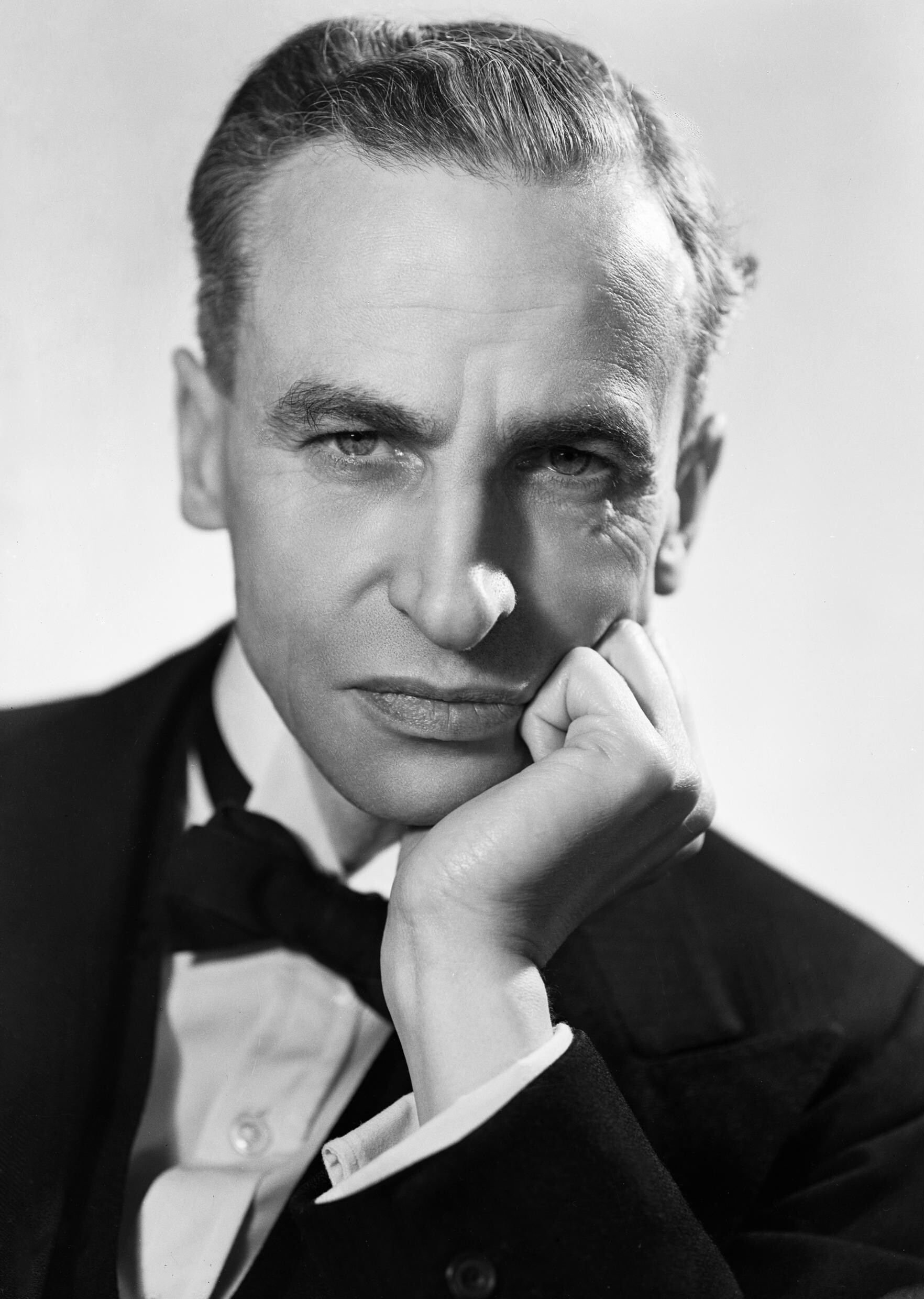
Archibald Sinclair, 1. Viscount Thurso

### Sinclair Baronets, of Ulbster (1786)
- Sir John Sinclair, 1. Baronet (1754–1835)
- Sir George Sinclair, 2. Baronet (1790–1868)
- Sir John Sinclair, 3. Baronet (1824–1912)
- Sir Archibald Sinclair, 4. Baronet (1890–1970) (1952 zum Viscount Thurso erhoben)

### Viscounts Thurso (1952)
- Archibald Sinclair, 1. Viscount Thurso (1890–1970)
- Robin Sinclair, 2. Viscount Thurso (1922–1995)
- John Sinclair, 3. Viscount Thurso (* 1953)

Voraussichtlicher Titelerbe (Heir Apparent) ist der Sohn des aktuellen Titelinhabers, James Sinclair (* 1984).